# Smyer
Smyer è un centro abitato degli Stati Uniti d'America situato nella contea di Hockley dello Stato del Texas.
La popolazione era di 474 persone al censimento del 2010.

## Geografia fisica
Smyer is located on the high plains of the Llano Estacado at 33°35′03″N 102°09′48″W (33.5842563 -102.1632291).
Secondo lo United States Census Bureau, ha un'area totale di 0,8 miglia quadrate (2,1 km²).

## Società

### Evoluzione demografica
Secondo il censimento del 2000, c'erano 480 persone, 179 nuclei familiari e 141 famiglie residenti nella città. La densità di popolazione era di 617,3 persone per miglio quadrato (237,6/km²). C'erano 215 unità abitative a una densità media di 276,5 per miglio quadrato (106,4/km²). La composizione etnica della città era formata dall'81,88% di bianchi, il 2,08% di afroamericani, l'1,25% di nativi americani, il 13,12% di altre razze, e l'1,67% di due o più etnie. Ispanici o latinos di qualunque razza erano il 29,17% della popolazione.
C'erano 179 nuclei familiari di cui il 39,1% aveva figli di età inferiore ai 18 anni, il 55,9% aveva coppie sposate conviventi, il 17,9% aveva un capofamiglia femmina senza marito, e il 20,7% erano non-famiglie. Il 19,6% di tutti i nuclei familiari erano individuali e il 10,1% aveva componenti con un'età di 65 anni o più che vivevano da soli. Il numero di componenti medio di un nucleo familiare era di 2,68 e quello di una famiglia era di 3,04.
La popolazione era composta dal 32,1% di persone sotto i 18 anni, il 6,0% di persone dai 18 ai 24 anni, il 27,3% di persone dai 25 ai 44 anni, il 21,9% di persone dai 45 ai 64 anni, e il 12,7% di persone di 65 anni o più. L'età media era di 37 anni. Per ogni 100 femmine c'erano 94,3 maschi. Per ogni 100 femmine dai 18 anni in giù, c'erano 84,2 maschi.
Il reddito medio di un nucleo familiare era di 30.667 dollari e quello di una famiglia era di 32.000 dollari. I maschi avevano un reddito medio di 23.594 dollari contro i 20.313 dollari delle femmine. Il reddito pro capite era di 11.784 dollari. Circa il 16,4% delle famiglie e il 17,3% della popolazione erano sotto la soglia di povertà, incluso il 26,9% di persone sotto i 18 anni e il 3,8% di persone di 65 anni o più.